# Lucia Scanu
Lucia Scanu (Oristano, 1º marzo 1979) è una politica italiana, deputata della XVIII legislatura.